# 피글렛 (프로게이머)
피글렛(본명: 채광진, 1994년 2월 4일 ~ )은 대한민국의 전직 리그 오브 레전드 프로게이머이다. 선수 시절 아이디는 Piglet이었다. 포지션은 AD 캐리였다.

## 선수 경력
2013년 2월 28일에 SK텔레콤 T1 K에 입단하면서 프로 커리어를 시작했다. 2013 스프링 시즌에서는 좋지 못한 모습을 보여주었다. 하지만 서머 시즌에서는 각성한 모습을 보여주었으며 팀의 서머 시즌 우승에 기여했다. 시즌3 롤드컵에서도 활약을 이어나가면서 팀의 우승에 기여했다.
2013-2014 윈터에서 팀의 우승에 기여했다. 2014 스프링 시즌 챔피언스에서 부진한 모습을 보여주면서 팀의 NLB 행을 결정짓고 말았다. 하지만 피글렛은 NLB에서 좋은 모습을 보여주었다. 서머 시즌 챔피언스에서는 다시 부진한 모습을 보여주었다. NLB 서머에서도 부진한 모습이 이어졌으나 결승전에서는 좋은 모습을 보여주면서 NLB 우승에 기여했다.
2015시즌을 앞두고 커즈 게이밍에 입단했다. 피글렛은 입단 이후 좋지 못한 모습을 보이며 서브 선수로 가기도 했지만 다시 선발로 복귀하며 팀의 포스트시즌 진출에 기여했다. 서머 시즌에서도 좋은 모습을 보여주었다.
2016 스프링 시즌에서는 팀의 에이스로 활약하면서 팀의 포스트시즌 진출에 기여했다. 서머 시즌에서는 팀 내 불화가 겹치면서 출전하지 못하기도 했다.
2017 스프링 시즌 팀의 주전 원딜러로 활동했다. 하지만 스프링 시즌에서는 오락가락한 모습을 보여주기도 했다. 서머 시즌에서도 부진한 모습을 이어나갔다.
2018시즌을 앞두고 클러치 게이밍의 아케데미팀에 입단했다. 스프링 시즌에서는 출전을 하지 못했다. 서머 시즌에서는 가끔씩 출전했다.
2019시즌을 앞두고 북미 지역 로컬 선수 자격을 획득했다. 스프링 시즌을 앞두고 1군으로 승격되었다. 하지만 애매한 폼을 계속 보여주었다.
2019년 6월 15일, 팀에서 퇴단했다.

## 은퇴 이후
2020년 3월 11일, 은퇴 선수들이 참여하는 리턴 오브 챔피언스 코리아에 팀 녹서스 소속으로 출전했다.

## 소속팀
| # | 팀명          | 소속 기간             | 소속 리그 | 비고 |
| - | ------------- | --------------------- | --------- | ---- |
| 1 | SK텔레콤 T1   | 2013.02.28~2014.09.30 | LCK       |      |
| 2 | 팀 리퀴드     | 2014.10.23~2017.11.21 | LCS       |      |
| 3 | 클러치 게이밍 | 2018.01.02~2019.06.15 | LCS       |      |

## 수상 내역

### T1

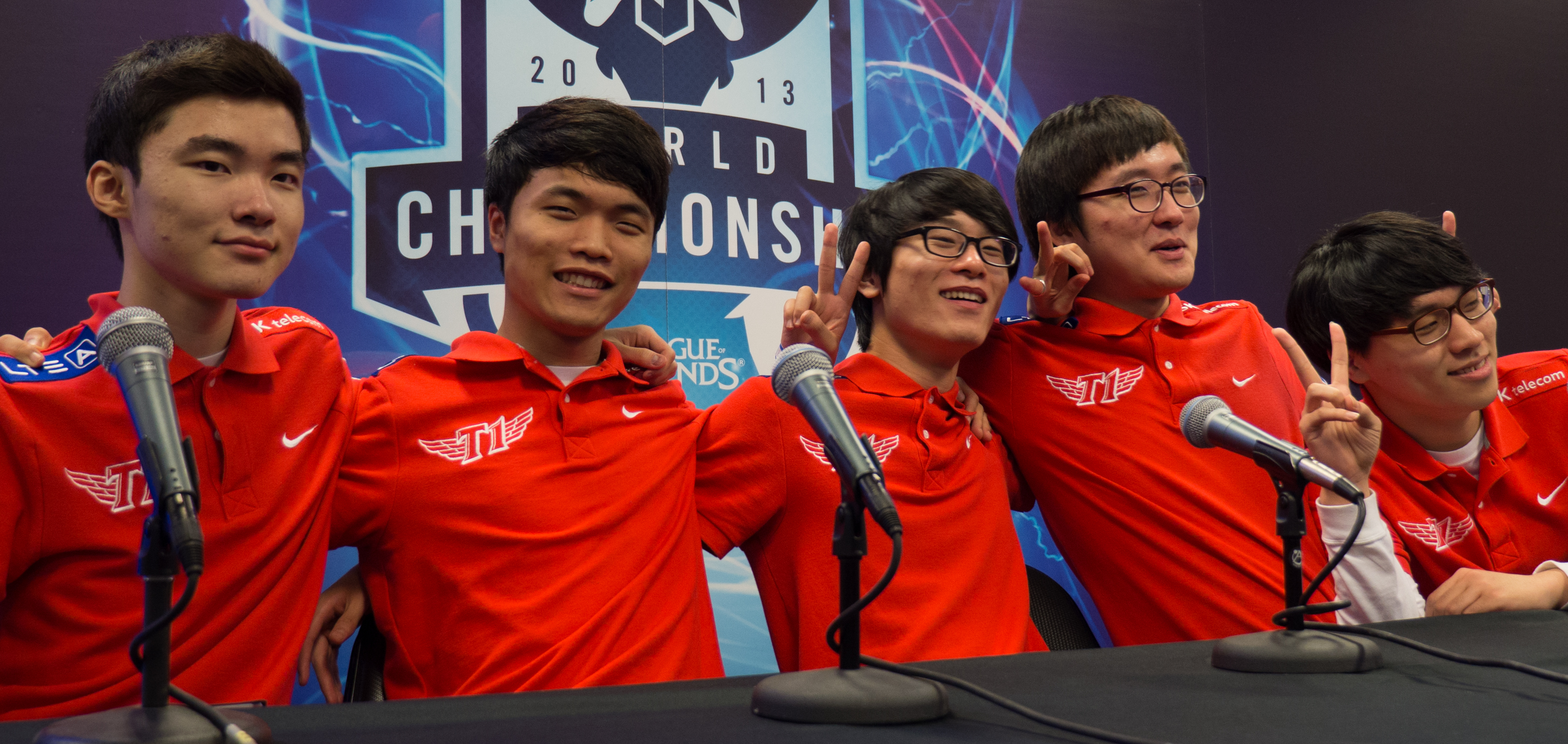
피글렛(정중앙) 선수와 함께있는 T1 선수들. 시즌 3 월드 챔피언십 우승 인터뷰 사진.

- 핫식스 리그 오브 레전드 챔피언스 서머 2013 우승
- 리그 오브 레전드 월드 챔피언십 시즌 3 우승
- 판도라TV 리그 오브 레전드 챔피언스 윈터 2013-2014 우승
- 2013 대한민국 e-스포츠 대상 LOL 원거리 딜러 부문 최우수 선수상
- 아이티엔조이 나이스게임TV 리그 오브 레전드 배틀 서머 2014 우승
- 리그 오브 레전드 올스타 인비테이셔널 2014 우승
- SK텔레콤 LTE-A LoL 마스터즈 2014 준우승
- e스포츠 명예의 전당 히어로즈

### Team Liquid
- 리그 오브 레전드 올스타전 2015 우승
- 리그 오브 레전드 챌린저스 시리즈 서머 2016 준우승